# Океанические пустоши Южного Авалона и Бьюрина

Океани́ческие пу́стоши Ю́жного Авало́на и Бью́рина (англ. South Avalon-Burin oceanic barrens) — североамериканский экологический регион тайги, выделяемый Всемирным фондом дикой природы.

## Расположение
Океанические пустоши Южного Авалона и Бьюрина занимают южные мысы полуостровов Авалон и Бьюрин в провинции Ньюфаундленд и Лабрадор.